# Les Cinq au Bal des espions
Les Cinq au Bal des espions est le 2e roman de la nouvelle série Le Club des cinq publiée après la mort d'Enid Blyton. 
La série avait été initialement créée par Enid Blyton en 1943. À la mort de l'autrice en 1968, la traductrice française Claude Voilier écrira vingt-quatre volumes supplémentaires de 1971 à 1985. La première publication de ce roman a lieu en France en novembre 1971 dans la Bibliothèque rose des éditions Hachette. 
Les premières éditions comportaient une page de texte et, en vis-à-vis, une page de bande-dessinée. Cette présentation a disparu dans les éditions publiées après 2000. 
Le roman évoque la tentative des Cinq d'empêcher le vol de secrets scientifiques. L'action se déroule en Suisse.

## Personnages principaux
- Les Cinq
  - François Gautier
  - Mick Gautier
  - Annie Gautier
  - Claude Dorsel
  - Dagobert (chien)
- Professeur Lancelot : scientifique
- Malik : membre des services secrets d'un pays étranger
- Rudi : adolescent taciturne et renfermé

## Résumé
Remarque : le résumé est basé sur l'édition cartonnée non abrégée parue en 1971 en langue française.
- Mise en place de l'intrigue

Pages 7 à 61.
Il était prévu que les Cinq passent leurs vacances ensemble dans la villa des Dorsel, Les Mouettes. Néanmoins l'oncle Henri est obligé d'avancer son séjour en Suisse pour une conférence internationale très importante. Alors il décide que tout le monde se rendra en Suisse : son épouse et lui seront à Genève tandis que les enfants et Dagobert seront dans un camp de vacances pour jeunes au bord du lac Leman. Arrivés dans le camp de vacances, les Cinq remarquent vite la présence de Rudi, un adolescent taciturne et renfermé. Ils apprennent aussi qu'un bal masqué va bientôt avoir lieu à Genève, à l’Hôtel Helvétia. 
Une nuit, Claude surprend Rudi en train de faire des signaux de lumière à un dénommé Malik, et de converser avec lui. Elle découvre que Malik est membre des services secrets d'un pays étranger et que Rudi est payé pour dérober les plans de la fusée créée par le professeur Lancelot. Il doit passer à l'action vers minuit, durant le bal masqué qui doit avoir lieu le lendemain soir. Plus tard, Claude rapporte ce qu'elle a découvert à ses cousins.
- Aventures et enquête

Pages 62 à 152.
Durant la nuit, un incendie se déclare dans le camp et Claude, avec courage, porte secours à un jeune garçon prisonnier des flammes. Le responsable du cap souhaite la récompenser : Claude sollicite l'autorisation d'emmener Dagobert au bal costumé, ce qui lui est accordé. Les Cinq décident d'avertir le professeur Lancelot lors du bal masqué. 
L'événement festif commence le soir à l'heure prévue : Claude est déguisée en petit rat de l'opéra, François en D'Artagnan, Mick en flibustier et Annie en bergère. Ils tentent de contacter le professeur Lancelot mais sans succès. Mick monte à la chambre du professeur mais la porte est fermée. Claude propose alors de se rendre dans la chambre en grimpant le long de la façade de l'hôtel et en longeant le rebord de pierre. Elle pénètre dans la chambre du savant et ouvre la porte à ses cousins. Le professeur Lancelot a été drogué et dort profondément. Dans le porte-documents, Claude remplace les plans de la fusée par des journaux sans valeur. Rudi arrive sur les lieux vers minuit et s'empare du porte-document. Claude l'a suivi et s'est accrochée à l'arrière de la voiture qui vient de récupérer Rudi. Habillée en noir, elle n'est pas aperçue par Rudi et Malik. Elle assiste à l'entrevue qu'a le chef des espions avec Rudi. Lorsque ce dernier est ramené à l'hôtel, Claude s'accroche de nouveau à l'arrière de la voiture et regagne elle-aussi l'hôtel. 
Claude tente d'avertir son père Henri Dorsel du complot qui se trame, mais ce dernier est trop occupé par la conférence en cours. Étroitement surveillée par Rudi, elle n'ose pas révéler l'intégralité de ses découvertes récentes de peur que Rudi ne soit au courant. Le lendemain, les enfants apprennent que le professeur Lancelot vient d'être enlevé sous le nez des passants. L'après-midi, Claude subit une tentative d'assassinat : croyant que la jeune fille ne savait pas nager, il la pousse dans la rivière pour la noyer. 
- Dénouement et révélations finales

Pages à 153 à 186.
Découvrant la localisation du repaire des espions, Claude, François et Dagobert arrivent à accéder au professeur, détenu dans une chambre souterraine d'une villa située dans les bois. Mais les espions interviennent et les interceptent. De leur côté Mick et Annie réussissent à retourner à la villa Les Mouettes et à prévenir l'oncle Henri. La police arrive en force au quartier général des espions : Lancelot, Claude, François et Dagobert sont délivrés. Tous les espions sont arrêtés, y compris Rudi.